# Vanonus
Vanonus es un género de coleóptero de la familia Aderidae. En Norteamérica hay 13 especies.

## Especies
Las especies de este género son:
- Vanonus balteatus
- Vanonus brevicornis
  - Vanonus brevicornis brevicornis
  - Vanonus brevicornis rotundaticollis
- Vanonus brunnescens
- Vanonus calvescens
- Vanonus huronicus
- Vanonus macrops
- Vanonus musculus
- Vanonus oklahomensis
- Vanonus piceus
- Vanonus sagax
- Vanonus uniformis
- Vanonus valgus
- Vanonus vigilans
- Vanonus wickhami